# La Chambonie
La Chambonie is een gemeente in het Franse departement Loire (regio Auvergne-Rhône-Alpes) en telt 64 inwoners (2009). De plaats maakt deel uit van het arrondissement Montbrison.

## Geografie
De oppervlakte van La Chambonie bedraagt 4,6 km², de bevolkingsdichtheid is dus 13,9 inwoners per km².
De onderstaande kaart toont de ligging van La Chambonie met de belangrijkste infrastructuur en aangrenzende gemeenten.

## Demografie
Onderstaande figuur toont het verloop van het inwonertal (bron: INSEE-tellingen).